# Yulianti CJ
Yulianti CJ (* 18. Juli 1987 in Palembang) ist eine indonesische Badmintonspielerin.

## Karriere
Yulianti CJ war 2006 beim Smiling Fish im Mixed mit Lie Lingga erfolgreich. 2007 gewann sie bei den Vietnam Open sowohl Doppel als auch Mixed. 2006 und 2007 siegte sie bei den Indonesia International.

## Sportliche Erfolge
| Saison | Veranstaltung           | Disziplin   | Platz | Name                             |
| ------ | ----------------------- | ----------- | ----- | -------------------------------- |
| 2006   | Smiling Fish            | Mixed       | 1     | Lingga Lie / Yulianti CJ         |
| 2006   | Indonesia International | Mixed       | 1     | Lie Lingga / Yulianti CJ         |
| 2007   | Indonesia International | Mixed       | 1     | Tontowi Ahmad / Yulianti CJ      |
| 2007   | Smiling Fish            | Damendoppel | 1     | Richi Puspita Dili / Yulianti CJ |
| 2007   | Smiling Fish            | Mixed       | 1     | Tontowi Ahmad / Yulianti CJ      |
| 2007   | Vietnam Open            | Mixed       | 1     | Tontowi Ahmad / Yulianti CJ      |
| 2007   | Vietnam Open            | Damendoppel | 1     | Natalia Poluakan / Yulianti CJ   |

## Trivia
CJ ist eigentlich nicht ein ursprünglicher Bestandteil ihres Namens, findet aber zur Unterscheidung mehrerer gleichlautender Spielerinnen aus Indonesien zu deren Unterscheidung weltweit Anwendung. Es steht für ihre Herkunftsregion Central Java. Es werden auch Schreibweisen in Klammern oder mit teilweiser Kleinschreibung des Namenszusatzes angewendet.

## Referenzen
- Profil bei badmintonindonesia.org

| Personendaten    | Personendaten                   |
| ---------------- | ------------------------------- |
| NAME             | Yulianti, CJ                    |
| KURZBESCHREIBUNG | indonesische Badmintonspielerin |
| GEBURTSDATUM     | 18. Juli 1987                   |
| GEBURTSORT       | Palembang                       |